# Somewhere

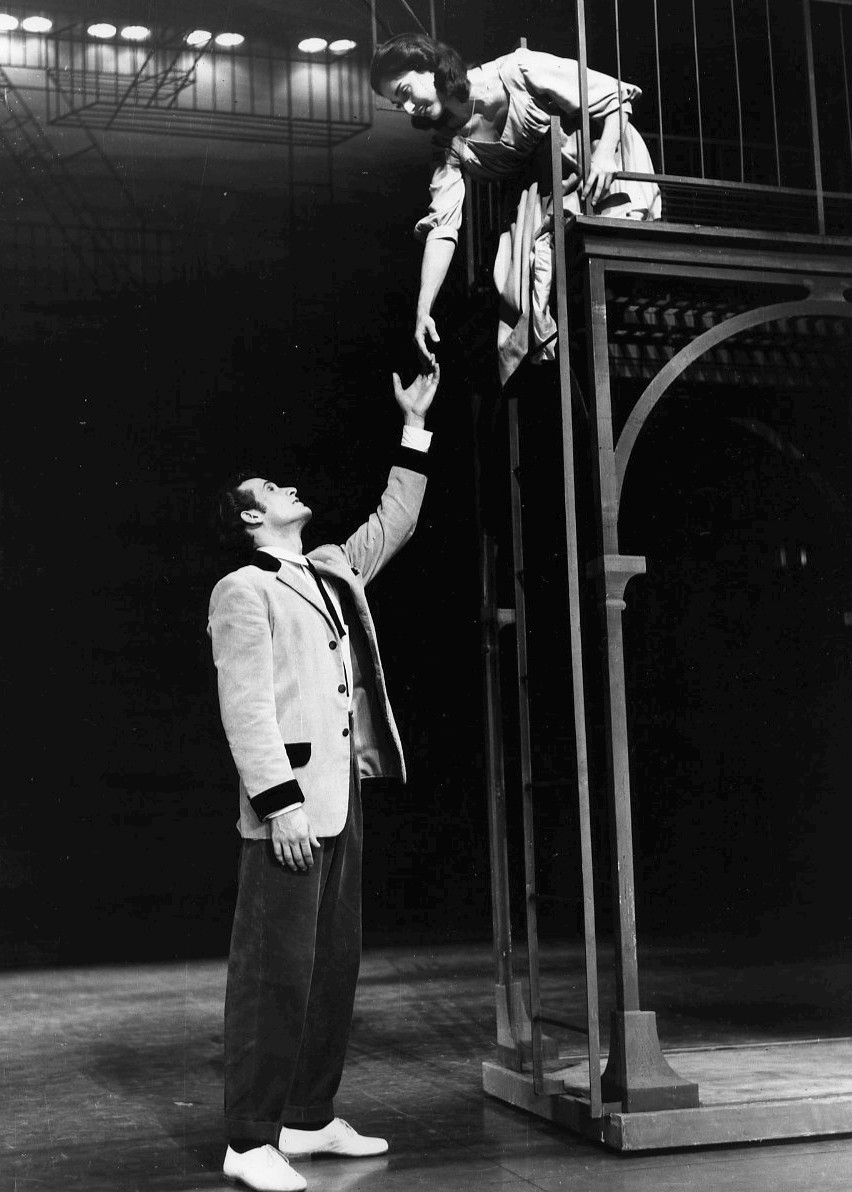
Larry Kert como Tony e Carol Lawrence como Maria na produção original da Broadway de West Side Story, 1957.

Somewhere, por vezes referida como Somewhere (There's a Place for Us) ou simplesmente There's a Place for Us, é uma canção do musical da Broadway, West Side Story, de 1957 que foi transformado em um filme em 1961. A música é composta por Leonard Bernstein com letras de Stephen Sondheim, e leva uma peça do Concerto para piano n.º 5 de Beethoven, que constitui o início da melodia, e também um pedaço mais longo do tema principal de O Lago dos Cisnes do Pyotr Tchaikovsky. A canção é um dueto entre os dois personagens principais, Tony e Maria, que expressam sua utopia de conseguirem ficar juntos.
A canção foi regravada várias vezes, notavelmente, por P.J. Proby em 1964 que ficou no topo das paradas britânicas e australianas; Em 1965, as Supremes gravou a canção para seu álbum, There's a Place for Us, embora ele foi inédito até 2004. Em 1985, Barbra Streisand lançou sua versão de "Somewhere" como um single do álbum premiado com o Grammy, The Album Broadway, chegando ao # 43 nos EUA (na Billboard Hot 100) e # 88 no Reino Unido. Phil Collins lançou seu cover em 1996 como parte do seu álbum, The Songs of West Side Story, que chegou ao número 7 na Billboard Hot Adult Contemporary Tracks. Os Pet Shop Boys lançaram seu cover desta canção em 1998, o single foi outro hit top 10 para o grupo, chegando ao # 9. O single também alcançou a posição # 25 na Billboard Bubbling Under Hot 100 Singles, igualando # 125 na Billboard Hot 100 dos EUA e alcançou a posição # 19 nos EUA Hot Dance Club Play. Também nos Estados Unidos a canção foi lançada com o single duplo "A Red Letter Day", entre outros covers. 
Somewhere ainda teve inúmeros covers de diversos artistas, incluindo um da própria Barbra Stressaind com a cantora do gênero Classical Crossover, Jackie Evancho, o qual demonstra enorme parte do talento vocal de ambas as artistas. Logo em seguida, Somewhere tornaria-se uma versão cover solo da cantora Jackie Evancho, no álbum The Debut.